# Chiesa di San Prospero (Perugia)
La Chiesa di San Prospero è un edificio religioso di Perugia, ubicato nel rione di Porta Eburnea, fuori dalle mura urbiche. È di straordinaria importanza per la storia dell'arte, perché conserva gli affreschi più antichi di Perugia datati 1225.

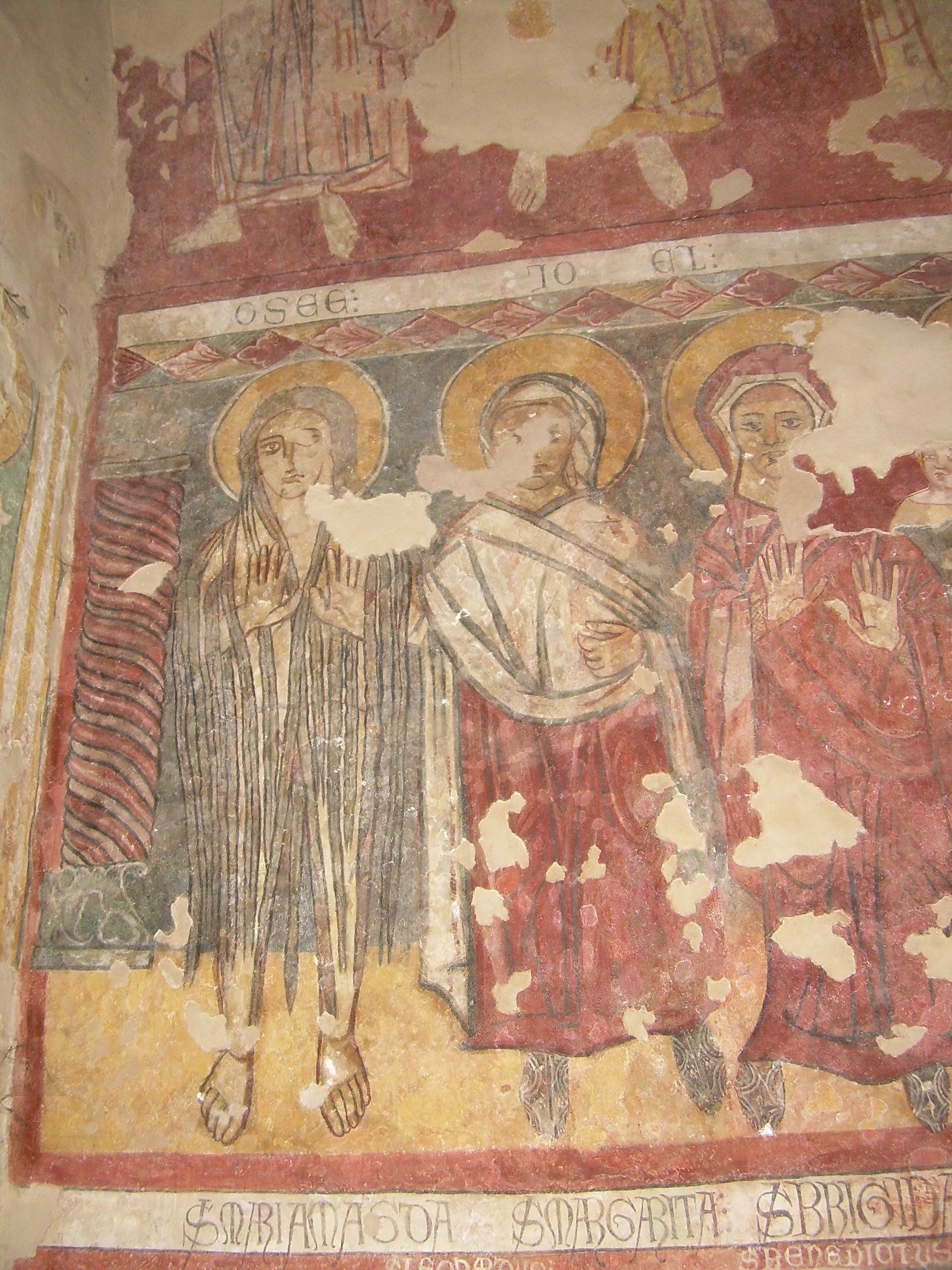
Affreschi Bonamico(1225) Teorie di Sante Maria Maddalena, Margherita d'Antiochia, Brigida di Svezia,

## Storia e arte
Il primo edificio, risalente al VII-VIII secolo, fu costruito su una necropoli etrusco-romana e fu un insediamento monastico femminile. Nel 1285 figura come parrocchiale di porta Eburnea. Nel 1303 appare dipendente dal capitolo della cattedrale. Nel 1436 risulta dipendente dall'Abbazia di Pomposa. Nel XVI secolo, essendo il tetto molto danneggiato, venne compresa ad un edificio di più vaste proporzioni ed è per questo che, all'esterno, appare come una casa padronale di campagna, tanto che fino alla prima metà del XX secolo fu utilizzata come dépendance di una fattoria. Nella ristrutturazione fu mutato l'orientamento della navata ed ancora oggi sono visibili tracce delle mura del tempio sul retro della chiesa. Nel XVII secolo passò al seminario e successivamente ai preti della Missione e successivamente alla Famiglia Donini. Nel 1927, dopo il ripristino, fu riaperta al culto. Nelle mura perimetrali sono ancora visibili alcuni reperti dell'antica struttura di fattura etrusca, e tra questi un'urna funeraria con iscrizione etrusca. L'antico soffitto a capriate lignee, ormai deteriorato, è stato sostituito, nel XVI secolo, con una volta a botte in muratura. All'interno della chiesa è presente un antico ciborio in marmo longobardo dell'VIII secolo, con un compendio di temi figurativi paleocristiani-ravennati, mescolati a quelli di derivazione classica, quali i pavoni e gli specchi rovesciati. Nel presbiterio si trova una statua di San Prospero di gusto arnolfiano, risalente alla fine del XIII secolo.
Nella parete di fondo, a fianco della statua inserita in una nicchia, sono inserite due sculture a bassorilievo rappresentanti un Cristo in trono benedicente e una Madonna col Bambino, opere contemporanee dello scultore perugino Artemio Giovagnoni.

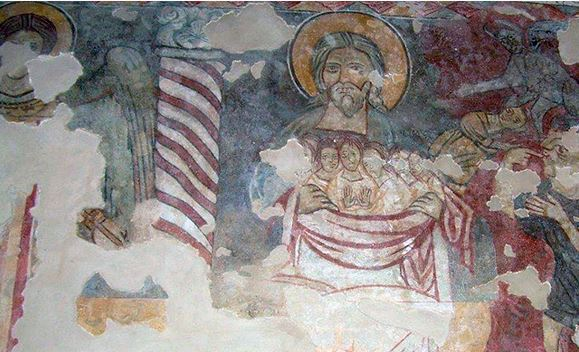
Affreschi più antichi di Perugia del Bonamico (1225) simbolizzazione del Paradiso come “seno di Abramo”,

Nell'unica cappella di destra si apre un arcone con all'interno la volta e le pareti coperti da affreschi duecenteschi, la volta è divisa in due registri da un fascione decorato con motivi fitomorfi. Tutto intorno corre una decorazione in finto drappeggio, di cui restano soltanto dei frammenti.

## Affreschi duecenteschi del Bonamico
L'autore dei dipinti è un artista locale che si firma Bonamico P. la data 1225 è certa, testimoniata dal pontificato di Onorio III e dell'Imperatore Federico II, come riporta la scritta latina qui tradotta: "Nel nome del Signore. Amen. Nell’anno del Signore MCCXXV, indizione XIII al tempo di Messer Onorio papa terzo e di Messer Federico Imperatore questo lavoro fu fatto al tempo di don Ranaldo prete di S. Prospero, nel mese di Ottobre. Io Bonamico P. feci”.
Gli affreschi sono tornati alla luce nel 1910 ad opera di Ettore Ricci . La P posta dopo il nome potrebbe intendersi  Pittore, ma più probabilmente secondo lo scopritore indicherebbe il luogo di provenienza, ovvero signifiherebbe  Perugino..
Vi sono raffigurati: teorie dei dodici apostoli, i profeti: Osea, Joel, Sophonias, Daniel, Abdias, Joans, Micheas, numerosi Santi, tra cui i Patroni di Perugia: ma soprattutto sante perché vi era un monastero femminile: Maria Maddalena, Margherita d'Antiochia, Brigida di Svezia, Illuminata di Todi.
Tra i santi compare il titolare della chiesa Prospero, munito di pastorale e mitra circondato dai devoti impauriti dall'Arcangelo Michele, mandato a giudicare le anime. Al santo si rivolgono i fedeli per chiedere di intercedere per la loro salvezza. Pietro Diletti, e Ettore Ricci leggono il dipinto come una rappresentazione del giudizio universale, più precisamente la citazione del Vangelo secondo Luca: la parabola di Lazzaro e del ricco Epulone. Il Paradiso è simboleggiato dal “seno di Abramo”, che accoglie i giusti tra le sue braccia. Al centro del seno, è il povero ma beato Lazzaro, impossibilitato a comunicare con l'Inferno. A destra la rappresentazione dell'inferno con il ricco Epulone, raffigurato grasso e assetato che indica la gola arsa nell'atto di gridare: "Padre Abramo abbi pietà di me e manda Lazzaro ad intingere nell'acqua la punta del dito e a bagnarmi la lingua, perché soffro terribilmente in questa fiamma". Sopra all'inferno incombe l'angelo delle tenebre: Lucifero, sotto cui è scritto Dives cioè Plutone, nell'atto di afferrare un'anima che si divincola tra le sue braccia. È rappresentato di color verdastro come nell'iconografia della chiesa primitiva, la stessa del Signorelli di Orvieto. Al lato destro della cappellina è la più antica immagine del Santo patrono Ercolano vescovo e martire, e San Giovanni Battista nell'atto di indicare in basso “i calzari di Cristo” da intendersi come citazione del Vangelo di Marco "Non sono degno di slegare il laccio del sandalo". Sopra tracce di una Annunciazione. Sulla parete di ingresso della medesima è la teoria dei dodici apostoli, un gruppo di monache benedettine e un devoto in atteggiamento di preghiera rivolto verso il martire francescano Giovanni da Perugia.
Nella parete sinistra della chiesa i resti di un'Annunciazione con la Madonna in piedi e s. Antonio Abate, santo molto venerato nelle campagne.

## Interpretazioni critiche
Tutti gli storici dell'arte medievale concordano che gli affreschi del Bonamico sono di straordinaria importanza per la storia dell'arte, Pietro Scarpellini coniò l'azzeccata definizione di "sermo rustìcus:  ossia un linguaggio essenzialmente grafico, che ferma pochi tratti fondamentali dell'immagine, estrapolandoli dalla cifratura stilistica dell'arte più dotta e elevata, riducendoli ad esemplificazioni elementari di grande evidenza" ovvero "un linguaggio non aulico, estremamente semplificato,fortemente didascalico, di esecuzione rapida, corsiva ma di notevole efficacia comunicativa"
Come fonte ispiratrice, Ettore Ricci e Pietro Scarpellini in questo scrigno trovano dei richiami all'arte paleocristiana-romana del V secolo d.C.: i protagonisti vestiti di tunica e pallio, rigorosamente posti frontalmente come nei mosaici ravennati, rievocano le rappresentazioni di antichi sarcofagi, affreschi catacombali . I visi dei profeti sembrano ricalcate dai filosofi antichi, una testimonianza della sopravvivenza in Perugia dell'Antica Arte Romana andata decadendo fino a perdersi nel barbarismo, mantenendo tuttavia i caratteri della sua origine...
Altre fonti per queste teorie di sante e santi, possono essere i codici miniati di provenienza orientale e/o francese; il dipinto della Santa Maria Maddalena, coperta dai soli capelli, come un'eremita, quale è stata, fa riferimento all'iconografia di Santa Maria Egiziaca. È qui che, questa iconagrafia di Maria Maddalena fa la sua prima apparizione in occidente.